# Ruta 9 (Chile)

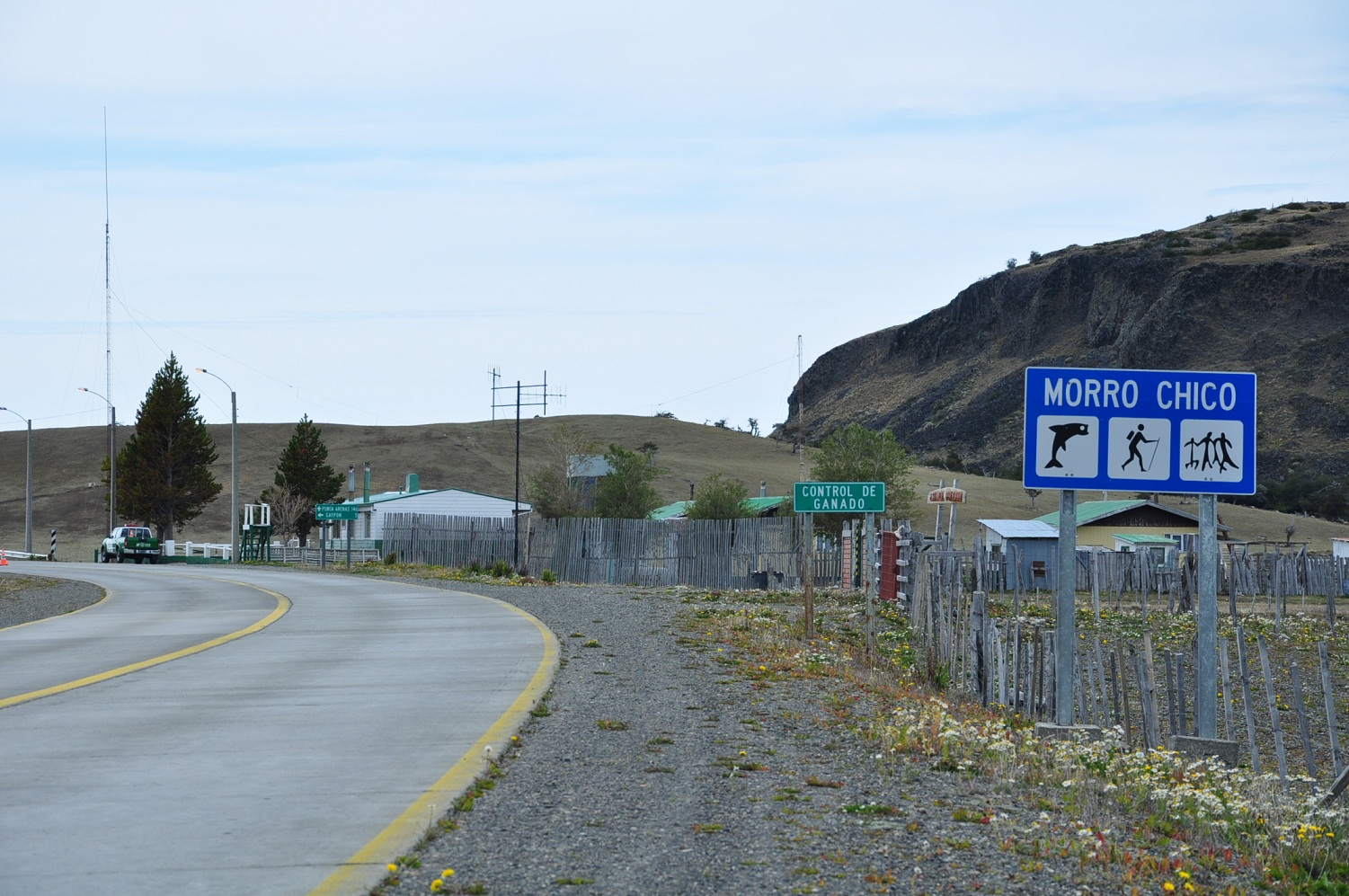
Paso de la Ruta 9 en la localidad de Morro Chico.

La Ruta CH-9 es una carretera chilena, que se encuentra en el sur de Chile. Une la zona continental de la Región de Magallanes y de la Antártica Chilena de norte a sur. Nace en el Paso Fronterizo Baguales Oriental (1271 m s. n. m.). Traspasa Cerro Castillo, Puerto Natales y Punta Arenas, a orillas del Estrecho de Magallanes, y culmina en Fuerte Bulnes, a kilómetros del Cabo Froward, en el punto más austral del territorio sudamericano.
En el tramo de Baguales Oriental Estancia Las Chilenitas, está totalmente de tierra. Desde Estancia Las Chilenitas a Cerro Castillo, está ripiada. Entre esta última localidad hasta Fuerte Bulnes, está pavimentada.
Se encuentra en expansión la Ruta 9 sur hasta el Faro San Isidro en el km. 75 y se está estudiando su proyección hasta el km. 90 donde se encuentra la Cruz de Froward, punto más al sur de todo el continente Americano. 

## Áreas geográficas

### Región de Magallanes y de la Antártica Chilena
- Ruta 9 Norte kilómetro 291,30 Cerro Castillo.
- kilómetro 0,0 Plaza de Armas de Punta Arenas.
- Ruta 9 Sur kilómetro 60 Fuerte Bulnes.